# Samuel Freeman Miller

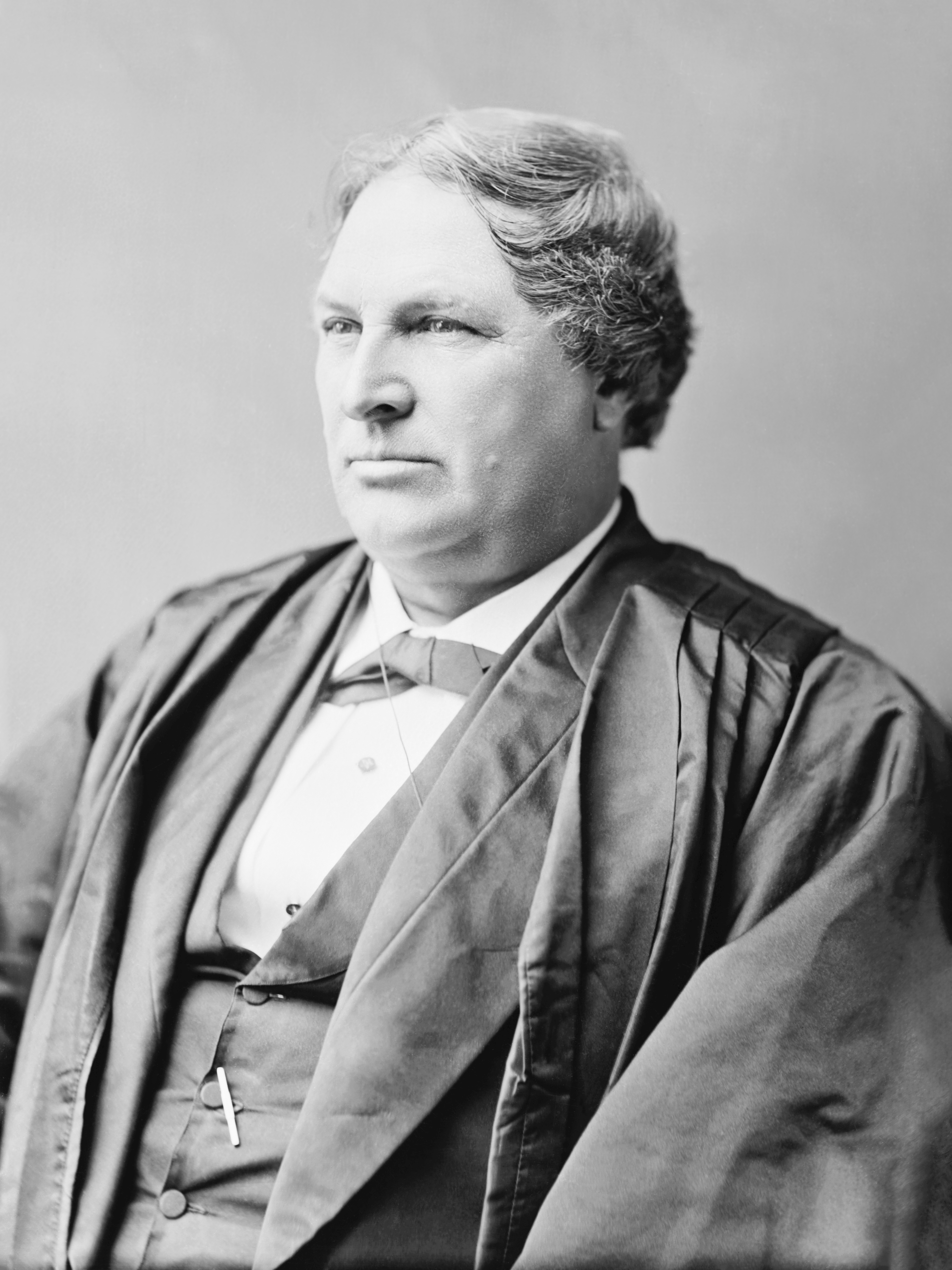
Samuel Freeman Miller

Samuel Freeman Miller (* 5. April 1816 in Richmond, Kentucky; † 13. Oktober 1890 in Washington, D.C.) war ein US-amerikanischer Richter am Obersten Gerichtshof der USA (US Supreme Court).

## Leben
Nach dem Schulbesuch studierte Miller zunächst Medizin an der Transylvania University in Lexington und schloss dieses Studium 1838 mit einem Doctor of Medicine (M.D.) ab. Neben seiner anschließenden Tätigkeit als Arzt studierte er Rechtswissenschaften und erhielt 1847 die anwaltliche Zulassung in Kentucky.
Nach einer darauf folgenden Tätigkeit als Rechtsanwalt wurde Miller, der ursprünglich die Whig Party unterstützte und später Anhänger der Republikanischen Partei war, am 21. Juli 1862 nach seiner Ernennung durch US-Präsident Abraham Lincoln Beigeordneter Richter am Obersten Gerichtshof der USA und somit Nachfolger des am 31. Mai 1860 verstorbenen Peter Vivian Daniel. Während seiner Zugehörigkeit zum US Supreme Court wirkte er unter anderem an den bedeutenden Entscheidungen zu den Verfahren Texas v. White 1869 sowie Strauder v. West Virginia 1880 mit.
1876 gehörte er zu den Mitgliedern einer fünfzehnköpfigen Wahlkommission, die sich zu gleichen Teilen aus je fünf Mitgliedern des US-Repräsentantenhauses, des US-Senats und des Obersten Gerichtshofes zusammensetzte, und über den Disput bei den US-Präsidentschaftswahlen 1876 entscheiden musste. Die Wahlkommission entschied am 2. März endgültig, dass Rutherford B. Hayes die drei Südstaaten (und somit die Gesamtwahl gegen Samuel J. Tilden) gewonnen habe (dabei stimmten die jeweiligen Parteimitglieder jeweils für ihren Kandidaten). Am 5. März 1876 wurde Hayes als neuer Präsident vereidigt.
Das Amt des Associate Justice übte er bis zu seinem Tod mehr als 28 Jahre aus und wurde anschließend auf dem Oakland Cemetery in Keokuk beigesetzt. Nachfolger als Beigeordneter Richter wurde Henry Billings Brown.

## Veröffentlichungen
- Samuel Freeman Miller correspondence and diaries, 1876
- The Constitution of the United States: three lectures delivered before the University Law School of Washington, D.C. , 1880
- An address on the conflict in this country between socialism and organized society: delivered at the commencement of State University of Iowa, June 19th, 1888, 1888
- The Constitution and the Supreme court of the United States of America, 1889
- Lectures on the Constitution of the United States, 1891

## Hintergrundliteratur
- Proceedings of the bench and bar of the Supreme court of the United States in memoriam Samuel F. Miller, Nachruf des US Supreme Court, 1891
- Charles Noble Gregory: Samuel Freeman Miller, 1907
- Charles Fairman: Mr. Justice Miller and the Supreme Court, 1862-1890, 1939